# Hyphessobrycon vinaceus
Hyphessobrycon vinaceus és una espècie de peix de la família dels caràcids i de l'ordre dels caraciformes.

## Morfologia
- Els mascles poden assolir 6,3 cm de llargària total.
- Nombre de vèrtebres: 32-33.[4]

## Hàbitat
Viu a àrees de clima tropical.

## Distribució geogràfica
Es troba a Sud-amèrica: riu São João (conca del riu Pardo, Brasil).